# Edouard-James Thayer
Pour les articles homonymes, voir Thayer.
Edouard-James Thayer, né le 19 mai 1802 à Paris et mort le  11 septembre 1859 à Fontenay-lès-Briis (Seine-et-Oise), est un haut fonctionnaire et homme politique français d'ascendance paternelle américaine.

## Biographie

### Origines familiales
Edouard-James Thayer est le fils de l'armateur américain James William Thayer (1763-1835). Celui-ci, venu en France pendant la Révolution, avait acquis l'hôtel de Montmorency sur lequel il avait fait construire le passage des Panoramas avant de se retirer des affaires.
Edouard-James est le frère d'Amédée Thayer (1799-1868), sénateur du Second Empire. Après la mort de leur père tous deux resteront propriétaires du passage des Panoramas. 

### La Restauration et la monarchie de Juillet
Comme son frère aîné Edouard-James eut pour précepteur le pasteur Jean-Albert Roux (1785-1852). Comme lui aussi il est membre actif de la Société de la Morale Chrétienne et lutte pour l'abolition de la traite négrière. 
En 1822, Edouard-James Thayer entre à l'École polytechnique, mais à sa sortie refuse un poste dans l'administration, et reste en dehors de la politique jusqu'à la révolution de Février 1848. 
Il fait cependant partie du Comité central en faveur des Polonais, fondé en 1831 par La Fayette.
À la mort de son père en 1835, il hérite avec son frère, de la manufacture de coton et de l'hôtel de la Motte-Sanguin à Orléans.

### La Seconde République et le Second Empire
En 1848, il tente en vain de se faire élire à l'Assemblée constituante de 1848. Chef de bataillon dans la garde nationale, il fait partie de cette 2e légion engagée lors des journées de juin à l'attaque de la barricade édifiée à la porte Saint-Denis ; en cette occasion il est atteint d’une balle au pied. Il sera promu plus tard officier de la Légion d'honneur le 23 août 1848.
Comme son frère, il est mêlé à la politique bonapartiste ; le 21 décembre 1848, il remplace Étienne Arago comme directeur général des postes, occupant ces fonctions jusqu'au 27 décembre 1853. Il conclut la convention postale de 1849 entre la France et la Belgique.

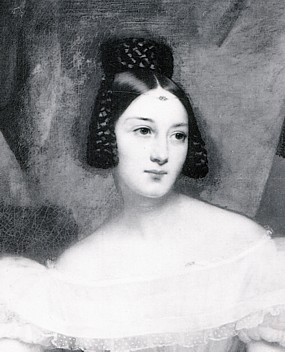
Son épouse, Marie-Louise Arrighi de Casanova (1812-1866).

Conseiller d'État en service extraordinaire en 1852, il est nommé sénateur du Second Empire le 31 décembre 1853. 
Edouard-James Thayer avait épousé,  le 22 novembre 1834 en l'église Saint-Louis d'Antin, Marie-Louise (21 décembre 1812 - 2 juin 1866, Anvers), fille de Jean-Thomas Arrighi de Casanova (1778-1853), duc de Padoue, général d'Empire. Celle-ci sera quelque temps dame d’honneur de Marie-Clotilde, princesse Napoléon, femme de Jérôme. Le couple n'aura pas d'enfant. 
Après sa mort, il est inhumé au cimetière du Père-Lachaise(30e division).